# Ужасный листолаз
Ужасный листолаз (лат. Phyllobates terribilis) — маленькая лягушка из рода листолазов семейства древолазов. Одно из самых ядовитых для человека позвоночных животных. Рождаясь не ядовитыми, начинают вырабатывать батрахотоксин благодаря наличию в диете определённых насекомых. При смене диеты (например, в неволе) постепенно теряют ядовитость.

## Описание вида
Лягушки очень малых размеров, длиной всего 2—4 см. Конечности лишены перепонок, а концы пальцев расширены в диски, которые играют роль присосок, помогающих при передвижении по листве и ветвям. Обладают яркой, контрастной окраской. Самцы и самки одинакового размера.
Смертельно ядовиты. Содержат нервно-паралитический яд батрахотоксин, смертельная доза которого для человека составляет всего 2 мкг; одна особь может содержать в себе до 1 мг яда. Достаточно простого прикосновения к коже лягушки, чтобы получить смертельное отравление (вследствие чего лягушка и получила своё название). Местные племена используют яд этих лягушек для смазывания наконечников стрел: одной лягушки может хватить на несколько десятков наконечников.

## Место обитания
Распространены в тропических лесах на небольшом участке юго-запада Колумбии. Эти мелкие древесные лягушки населяют в основном нижние ярусы дождевых тропических лесов.

## Образ жизни и питание
Ведёт дневной образ жизни. В природе питается в основном муравьями, другими мелкими насекомыми и клещами. Животные весьма активны, и голодовка в течение 3—4 дней способна не только ослабить здоровую упитанную особь, но и вызвать её гибель.

## Размножение
Икру они откладывают не в воде, а на суше, во влажном месте. Могут использовать листья бромелий. Икринок, как правило, немного — 15—30 штук. Один из родителей (обычно — самец) постоянно находится около кладки, периодически смачивая её водой и перемешивая задними лапами. Вылупившиеся головастики прикрепляются на спину родителя и путешествуют вместе с ним до подходящего водоёма. В таком положении они могут оставаться до семи дней, питаясь остатками желтка. Головастики, начавшие плавать, быстро расселяются по водоёму, так как даже при избытке корма они склонны к каннибализму.
Развитие длится 14—18 дней, после чего молодые лягушата переходят к наземному образу жизни. Сначала они бледно-жёлтые с чёрными боками и полосой на спине. Со временем чёрный цвет пропадает, и по достижении размера 2,5 сантиметра лягушата приобретают сверкающую жёлто-оранжевую окраску.

## Поведение
Каждый самец имеет свой участок, который защищает от посягательств других самцов. При появлении «нарушителя спокойствия» хозяин участка демонстрирует свою воинственность. Как правило, дело ограничивается «боевым кличем» — долгой и мелодичной трелью. Но иногда пришелец не уступает, и два самца часами могут сидеть друг против друга, распевая песни. Порой случается и драка, очень напоминающая вольную борьбу. Самки тоже иногда проявляют агрессивность друг к другу, но это происходит редко. Обычно с одним самцом мирно уживается небольшой гарем из 3—10 самок.

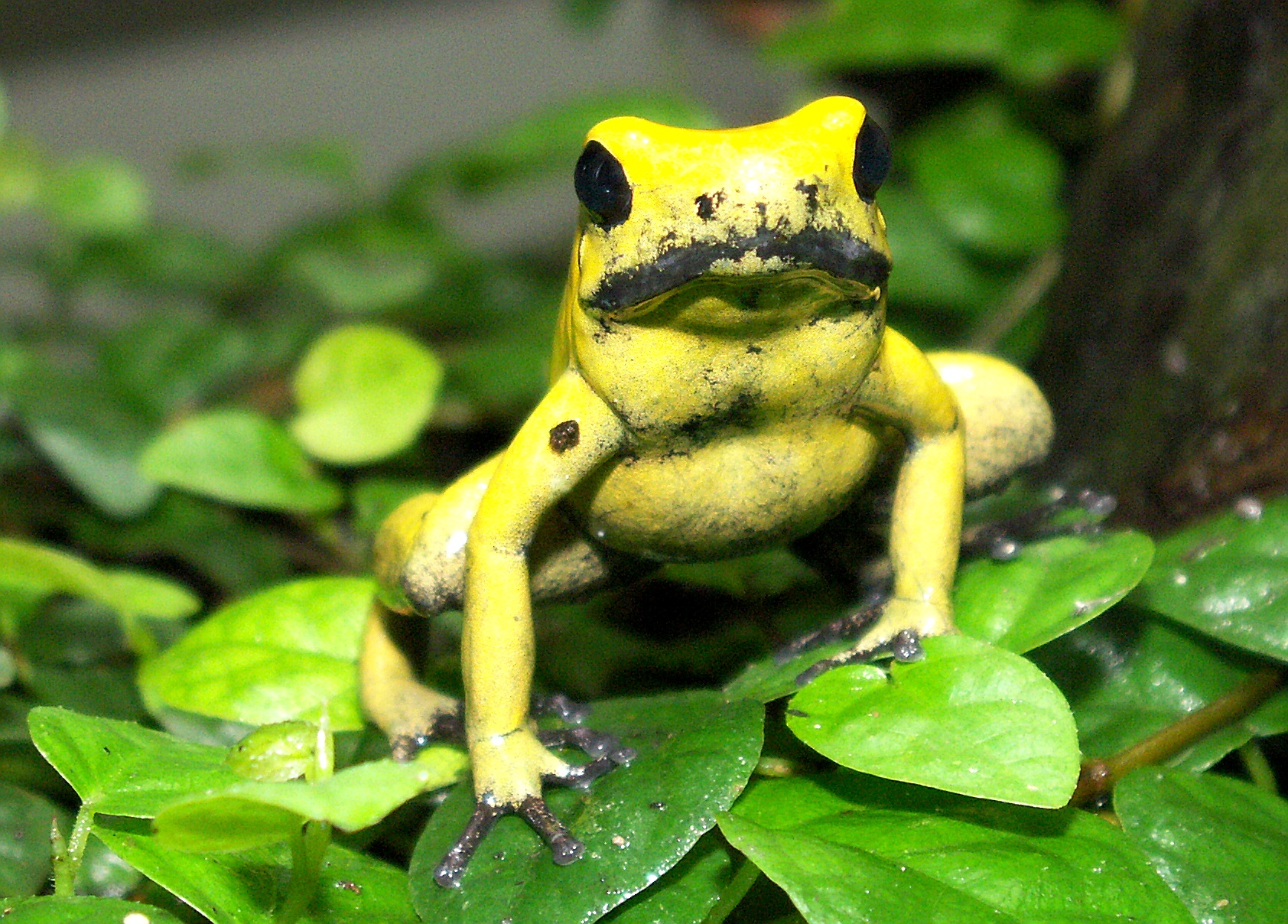

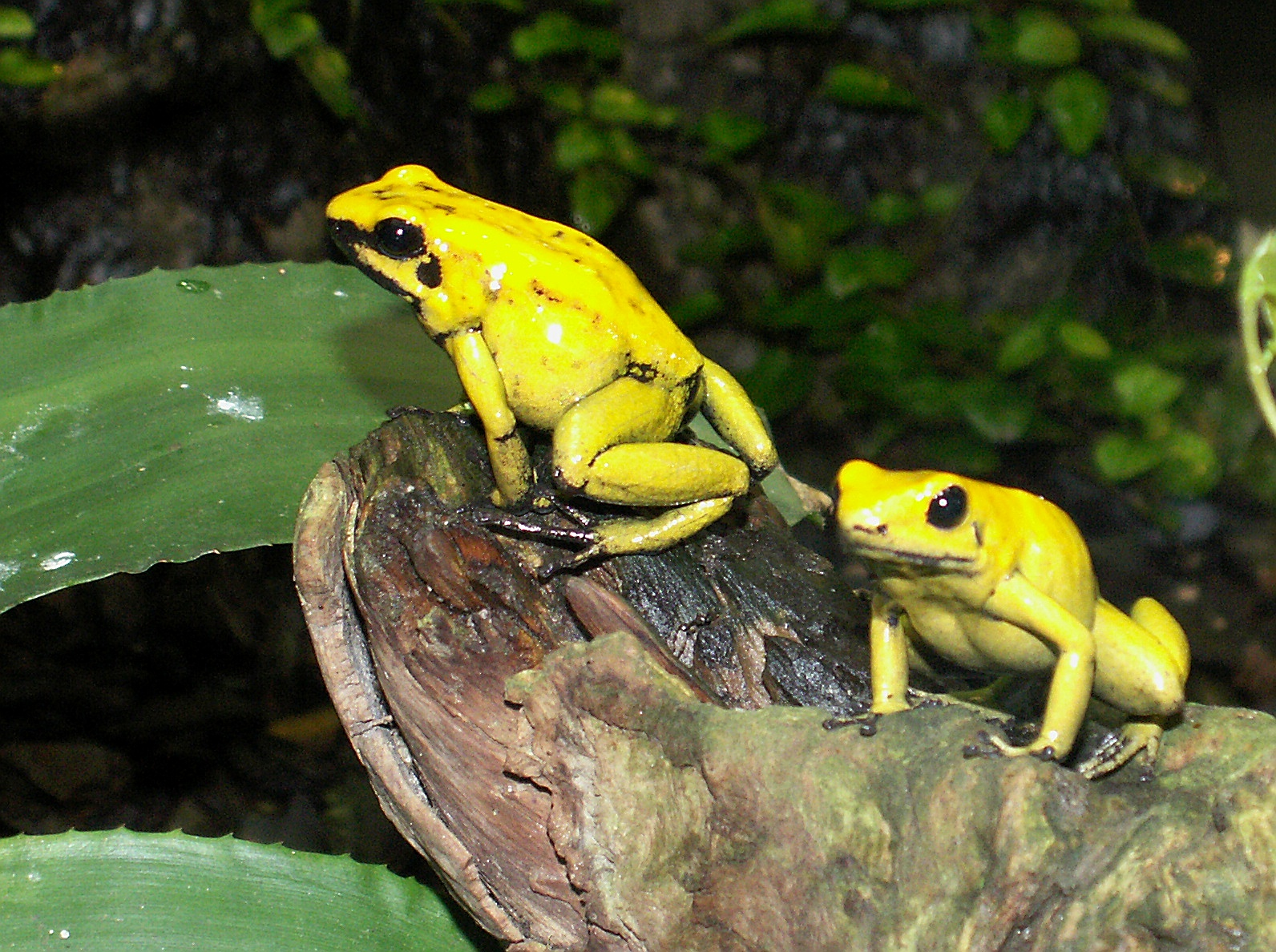

## Содержание в неволе
Для содержания листолазов нужен террариум вертикального и кубического типа около 60×60×60 на 2—3 пары с хорошей влажностью и хорошей вентиляцией. Объём террариума определяется не требованиями животных, а величиной растений, которые обязательно должны там находиться. Температуру (около 27°С днем и 23 °C ночью) требуется поддерживать, например, при помощи нагревателей, закопанных в грунт. Для освещения надо использовать комбинацию ламп накаливания малой мощности (20—40 Вт) и ультрафиолетовые лампы. Влажность высокая, 85—95 %, поддерживается регулярными опрыскиваниями. В террариуме необходимо организовать поилки или небольшие водоёмы, в которых можно разместить коряги или камни, чтобы лягушки могли легко выбраться.
У листолазов очень нежная кожа, и камешки, гравий, даже песок могут повредить её. Рекомендуется почва такого состава: листовая земля, хвойная земля, измельчённый сфагнум (2:1:2). Часть грунта можно покрыть дернинами живого мха и лишайниками. Растения используют как грунтовые, так и эпифитные. В большом террариуме можно содержать 2—3 пары листолазов.
Для кормления лучше всего использовать сверчков, коллемболу и мушку-дрозофилу. Можно также периодически давать им мух, пауков, мокриц, мотыля, трубочника. Кормить листолазов необходимо каждый день — утром и вечером. Желательно, чтобы какое-то количество пищи постоянно присутствовало в террариуме.
Согласно Постановлению Правительства РФ содержание данного вида на территории РФ запрещено.